# Ugia nigripalpis
Ugia nigripalpis är en fjärilsart som beskrevs av Walker 1869. Ugia nigripalpis ingår i släktet Ugia och familjen nattflyn. Inga underarter finns listade i Catalogue of Life.